# Rocquencourt (Oise)
Rocquencourt és un municipi francès, situat al departament de l'Oise i a la regió dels Alts de França. L'any 2007 tenia 182 habitants.

## Demografia

### Població
El 2007 la població de fet de Rocquencourt era de 182 persones. Hi havia 64 famílies de les quals 16 eren unipersonals (8 homes vivint sols i 8 dones vivint soles), 16 parelles sense fills i 32 parelles amb fills.
La població ha evolucionat segons el següent gràfic:
Habitants censats

### Habitatges
El 2007 hi havia 84 habitatges, 67 eren l'habitatge principal de la família, 11 eren segones residències i 6 estaven desocupats. Tots els 83 habitatges eren cases. Dels 67 habitatges principals, 60 estaven ocupats pels seus propietaris, 6 estaven llogats i ocupats pels llogaters i 1 estava cedit a títol gratuït; 5 tenien dues cambres, 8 en tenien tres, 16 en tenien quatre i 38 en tenien cinc o més. 42 habitatges disposaven pel capbaix d'una plaça de pàrquing. A 29 habitatges hi havia un automòbil i a 32 n'hi havia dos o més.

### Piràmide de població
La piràmide de població per edats i sexe el 2009 era:
| Homes | Edats   | Dones |
| ----- | ------- | ----- |
| 0     | 95 o +  | 0     |
| 0     | 90 a 94 | 0     |
| 4     | 85 a 89 | 4     |
| 4     | 80 a 84 | 0     |
| 4     | 75 a 79 | 4     |
| 4     | 70 a 74 | 8     |
| 8     | 65 a 69 | 4     |
| 4     | 60 a 64 | 4     |
| 0     | 55 a 59 | 4     |
| 4     | 50 a 54 | 4     |
| 8     | 45 a 49 | 4     |
| 8     | 40 a 44 | 4     |
| 8     | 35 a 39 | 8     |
| 4     | 30 a 34 | 4     |
| 0     | 25 a 29 | 0     |
| 4     | 20 a 24 | 0     |
| 0     | 15 a 19 | 8     |
| 12    | 10 a 14 | 12    |
| 8     | 5 a 9   | 0     |
| 4     | 0 a 4   | 0     |

## Economia
El 2007 la població en edat de treballar era de 102 persones, 80 eren actives i 22 eren inactives. De les 80 persones actives 76 estaven ocupades (47 homes i 29 dones) i 4 estaven aturades (3 homes i 1 dona). De les 22 persones inactives 7 estaven jubilades, 3 estaven estudiant i 12 estaven classificades com a «altres inactius».

### Ingressos
El 2009 a Rocquencourt hi havia 71 unitats fiscals que integraven 191 persones, la mediana anual d'ingressos fiscals per persona era de 15.632 €.

### Activitats econòmiques
L'únic establiment que hi havia el 2007 era d'una empresa de construcció.
L'únic servei als particulars que hi havia el 2009 era una agència immobiliària.
L'any 2000 a Rocquencourt hi havia 7 explotacions agrícoles.

## Poblacions més properes
El següent diagrama mostra les poblacions més properes.